# Anna Maria von Weißenfeld
Anna Maria von Weißenfeld, geb. von Luckhner, verheiratete von Vogtberg (* 22. Januar 1642 in Steyr; begraben 3. November 1700 ebenda), wurde 1688 geadelt. Sie war eine österreichische Dichterin der Barockzeit und zum Zeitpunkt ihrer Aufnahme 1696 einzige Katholikin des Pegnesischen Blumenordens.

## Werke
Im Druck scheinen keine Werke von Weißenfeld erhalten zu sein, dagegen existiert die folgende Kasualschrift:
Der Hoch-wolgebornē Frauen Frauen Anna Maria Freyherrin von Weisen Feld etc. Unter dem Namen ALBANIE geschehene Aufnahm in den gekrönten Blumen=Orden an der Pegnitz Beglück-wünschen aus underthäniger Ergebenheit etliche Blumen-Genossen. Den 13/(3.) Maji 1696. Nürnberg / Gedruckt mit Felßeckerischer Erben Schrifften.